# Saint-Thois
Saint-Thois (bretonisch Santoz) ist eine französische Gemeinde im Westen der Bretagne im Département Finistère mit 709 Einwohnern (Stand 1. Januar 2022). Sie gehört zum Arrondissement Châteaulin und zum Kanton Briec.

## Lage
Der Ort befindet sich rund 28 Kilometer östlich der Atlantikküste am Ufer des Flusses Aulne, der hier zum Canal de Nantes à Brest ausgebaut ist. 
Quimper liegt 25 Kilometer südwestlich, die Groß- und Hafenstadt Brest 50 Kilometer nordwestlich und Paris etwa 480 Kilometer östlich (Angaben in Luftlinie).
Bei Châteaulin, Briec und Rosporden gibt es Abfahrten an der Schnellstraße E 60 Brest-Nantes und u. a. bei Morlaix befindet sich eine weitere an der Schnellstraße E 50 Richtung Rennes. 
In Châteaulin, Quimper und Rosporden halten Regionalbahnen an der Bahnlinie Brest-Nantes. 

## Bevölkerungsentwicklung
| Jahr                       | 1962 | 1968 | 1975 | 1982 | 1990 | 1999 | 2007 | 2020 |
| Einwohner                  | 910  | 821  | 760  | 704  | 633  | 634  | 720  | 722  |
| Quellen: Cassini und INSEE |      |      |      |      |      |      |      |      |

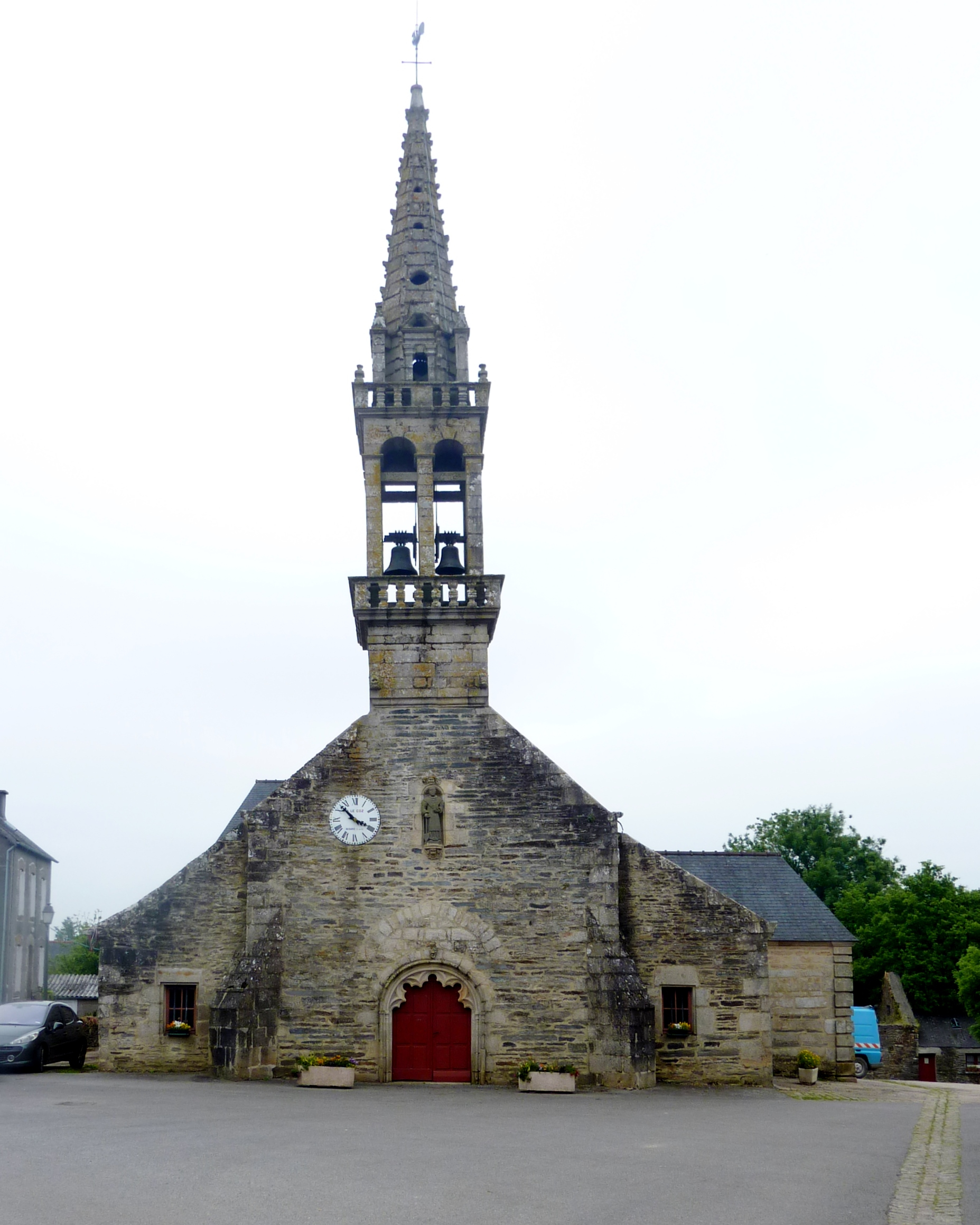
Kirche Saint-Exupère
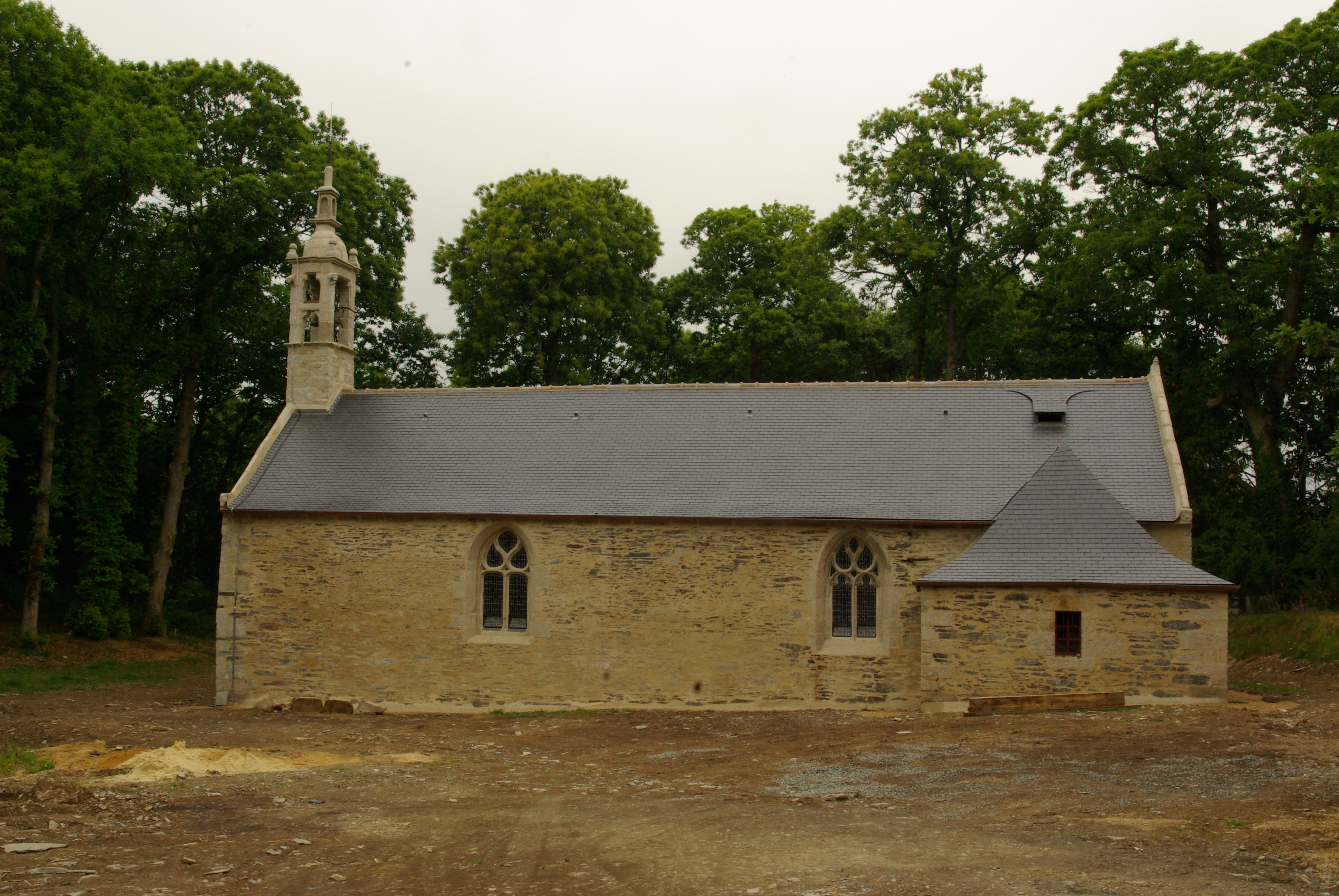
Kapelle Notre-Dame-de-la-Roche
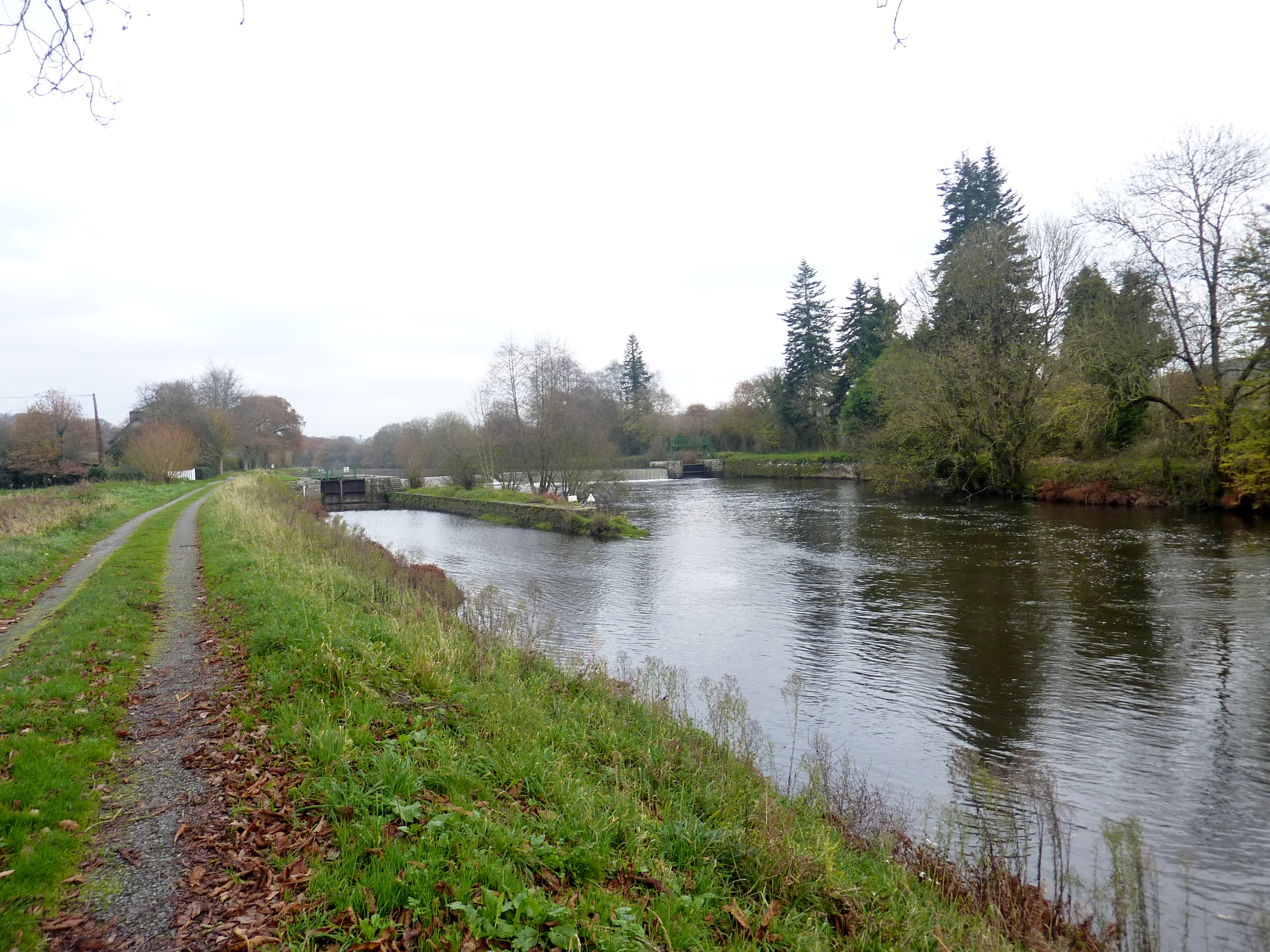
Schleuse am Canal de Nantes à Brest